# Chironomus magnivalva
Chironomus magnivalva är en tvåvingeart som beskrevs av Jean-Jacques Kieffer 1917. Chironomus magnivalva ingår i släktet Chironomus och familjen fjädermyggor. Inga underarter finns listade i Catalogue of Life.